# Jón Halldórsson
Jón Halldórsson, född 6 november 1665, död 27 oktober 1736, var en isländsk präst och personhistoriker.
Jón var präst och blev slutligen prost i Mýrasýsla. Han författade biografier över de isländska biskoparna och ståthållarna samt rektorerna vid Skálholts skola ävensom präster och abbotar i Skálholts stift. Dessutom sysslade han med annalskrivning. I tryck är utgiven endast hans skildring av ståthållarna, Hirðstjóratal (i "Safn till sögu Islands", II), men hans övriga arbeten ligger till stor del grund för hans son Finnur Jónssons "Historia ecclesiastica Islandiæ". 